# Il giorno dell'Indipendenza
Il giorno dell'Indipendenza (Independence Day) è un romanzo del 1995 dello scrittore statunitense Richard Ford.
Narra in forma autobiografica le vicende dell'ex-giornalista sportivo Frank Bascombe, già protagonista di Sportswriter, che nel frattempo ha cambiato lavoro e ha divorziato dalla moglie.
Per questo romanzo Ford ha vinto sia il Premio PEN/Faulkner per la narrativa sia il Premio Pulitzer per la narrativa (il primo a vincere entrambi i premi).

## Trama
Frank Bascombe, ora diventato un agente immobiliare del New Jersey, durante il weekend festivo del titolo, visita l'ex moglie, il figlio tormentato, la sua attuale amante, gli inquilini di una delle sue proprietà e alcuni clienti che hanno difficoltà a trovare la casa perfetta. Si concentra in particolare su un viaggio in auto con il figlio alla volta delle Hall of Fame del basket e del baseball.